# Минервино-ди-Лечче
Минервино-ди-Лечче (итал. Minervino di Lecce) — коммуна в Италии, располагается в регионе Апулия, в провинции Лечче.
Население составляет 3874 человека (2008 г.), плотность населения составляет 232 чел./км². Занимает площадь 18 км². Почтовый индекс — 73027. Телефонный код — 0836.
Покровителем населённого пункта считается святой Sant’Antonio.

## Демография
Динамика населения:

## Администрация коммуны
- Официальный сайт: http://www.comune.minervino.le.it/